# Bỏ phiếu bất tín nhiệm
Trong chính trị, bỏ phiếu bất tín nhiệm là cuộc bỏ phiếu của cơ quan lập pháp của một quốc gia đối với nguyên thủ quốc gia biểu hiện cơ quan lập pháp không còn tín nhiệm chính phủ được bổ nhiệm. 
Thông thường khi cơ quan lập pháp thông qua một cuộc bỏ phiếu bất tín nhiệm đối với một chính phủ hiện hành, người đứng đầu chính phủ phải đáp ứng lại kết quả bỏ phiếu đó theo một trong hai cách:
- Đề nghị một cá nhân khác mà ông ta/bà ta tin sẽ đáp ứng tín nhiệm của quốc hội hoặc cố gắng lập một chính phủ mới.
- Giải tán quốc hội dân cử và kêu gọi một cuộc bầu cử bầu quốc hội mới.